# Министарство просвете Републике Србије
Министарство просвете Републике Србије је државна институција која се налази у Улици Немањина 22−26 у Београду. Надлежности министарства су предуниверзитетско образовање, високо образовање и образовање за одрасле.